# Paris Hilton's British Best Friend
Paris Hilton's British Best Friend (Mi mejor amigo británico, en español) es un reality show británico donde Paris Hilton busca su nuevo mejor amigo en Inglaterra. Se trata de la segunda temporada de la franquicia My New BFF.
La serie fue sacada al aire por el canal ITV2 en Inglaterra y por MTV en Estados Unidos. La temporada fue grabada a finales del 2008 (ya que hay referencias del Día de Navidad) fue estrenada el 29 de enero de 2009 en el mundo anglosajón y emitido por MTV Latinoamérica a mediados del 2012, consta de ocho episodios. El primer episodio fue visto por 428,000 con un 2% share, de acuerdo con la prensa.

## Tabla de eliminación
| Concursante | Episodio | Episodio | Episodio | Episodio | Episodio | Episodio | Episodio | Episodio |  |
| Concursante | 1        | 2        | 3        | 4        | 5        | 6        | 7        | 8        |  |
| ----------- | -------- | -------- | -------- | -------- | -------- | -------- | -------- | -------- |  |
| Samuel      | SIGUE    | SIGUE    | GANA     | GANA     | SIGUE    | GANA     | JUZ      | BBF      |  |
| Kat         | SIGUE    | FUERA    |          |          | MAS      | JUZ      | GANA     | TTYS     |  |
| Emma        | SIGUE    | SIGUE    | SIGUE    | SIGUE    | SIGUE    | MAS      | SIGUE    | TTYS     |  |
| Carrie      | SIGUE    | MAS      | SIGUE    | JUZ      | SIGUE    | GANA     | SIGUE    | TTYS     |  |
| Flic        | SIGUE    | SIGUE    | GANA     | MAS      | SIGUE    | GANA     | TTYS     |          |  |
| Chrissie    | SIGUE    | JUZ      | SIGUE    | GANA     | GANA     | SIGUE    | TTYS     |          |  |
| Meddy       | SIGUE    | SIGUE    | SIGUE    | SIGUE    | JUZ      | TTYN     |          |          |  |
| Laura M.    |          | SIGUE    | SIGUE    | SIGUE    | TTYN     |          |          |          |  |
| Ola         | SIGUE    | SIGUE    | JUZ      | GANA     | TTYS     |          |          |          |  |
| Layla       | JUZ      | SIGUE    | SIGUE    | TTYN     |          |          |          |          |  |
| Lydia       | SIGUE    | JUZ      | TTYN     |          |          |          |          |          |  |
| Laura P.    | GANA     | FUERA    |          |          |          |          |          |          |  |
| Jade        | TTYN     |          |          |          |          |          |          |          |  |

     El concursante es mujer.
     El concursante es hombre
     El concursante es el nuevo mejor amigo de Paris (BBF).
     El concursante gana el reto del episodio.
     El concursante es el capitán del equipo que ganó el reto.
     El concursante no fue eliminado en el episodio.
     El concursante fue juzgado para la eliminación.
     El concursante no estuvo en la eliminación.
     El concursante fue eliminado.
     El concursante no estaba en la competencia.
     El concursante ganó el reto y fue juzgado para la eliminación.
     El concursante se convirtió en la "Mascota".
     El concursante abandono la competencia.
     El concursante abandono la competencia por razones médicas.
     El concursante fue eliminado fuera del panel.
     El concursante fue eliminado por otro concursante.
TTYN Talk to you never, en español YNHM (Ya No Hablaremos Más), mensaje de eliminación a los concursantes.
TTYS Talk to you soon. en español HP (Hablaremos Pronto), mensaje de despedida a los concursantes con los que Paris quiere seguir en contacto.
Notas
- En el episodio dos Carrie, tiene el poder de elegir a una persona para ser juzgada para la eliminación, y ella escogió a Chrissie.
- Durante la eliminación del episodio 2, Laura P. decidió retirarse (argumentando que estaba harta de la hipocresía de Carrie, ninguna de las chicas que estaban juzgadas para la eliminación fue eliminada).
- En el episodio 2 Kat se retiró de la competencia, debido a su apendicitis.
- En el episodio 3 los concursantes escogieron a las personas a juzgar en la eliminación.
- Kat fue eliminada por razones médicas en el episodio 2, pero regresó en el episodio 4.
- En el episodio 5, Kat eliminó a Ola.
- En el episodio 6 los concursantes escogieron a Kat para ser juzgada.
- En el episodio 7 Chrissie fue eliminada afuera del panel.
- En el episodio 8 Carrie fue eliminada antes de ir a Los Ángeles.

## Concursantes
| Nombre               | Edad | Ciudad de origen | Razón de eliminación | Episodio en el que fue eliminado. | Posición.   |
| -------------------- | ---- | ---------------- | --- | --------------------------------- | ----------- |
| Samuel "Sam" Hextall | 19   | Burgess Hill     | GANADOR | BBF                               | 1 (Ganador) |
| Kat McKenzie         | 25   | Guildford        | Kat fue la segunda finalista, Paris llevaba una mejor relación con Samuel. Paris dijo que podían seguir siendo amigas.                                                                                   | 8                                 | 2           |
| Emma Beard           | 25   | Northampton      | Emma tercera finalista. Razones no especificadas. | 8                                 | 3           |
| Carrie Amor          | 23   | Yeovil           | Paris sentía una mejor conexión con los otros concursantes. Paris le dijo a Carrie que seguirían siendo amigas.                                                                                          | 8                                 | 4           |
| Felicia "Flic" Field | 24   | London           | Paris se sentía más cercana a Samuel, en la eliminación Paris dijo que era la eliminación más difícil de todas.                                                                                          | 7                                 | 5           |
| Chrissie Wunna       | 27   | Pontefract       | Cuando Paris hizo la "falsa eliminación" no parecía tan molesta y París pensó que estaba allí solo para beneficio personal, pero cuando la eliminó Paris dijo a ella todavía podían seguir siendo amigas | 7                                 | 6           |
| Meddy Ford           | 19   | Caerphilly       | Paris sentía que ella no se tomaba en serio los desafíos del show. | 6                                 | 7           |
| Laura Meakin         | 27   | London           | No sabía mucho acerca de Paris, y Paris no sentía que tuvieran una buena conexión. | 5                                 | 8           |
| Ola Ademola          | 21   | Nuneaton         | Ella fue eliminada por Kat, según Kat dijo que Ola a veces podía herir los sentimientos de las personas con su forma de ser, y no quería que Ola hiriera a Paris con sus comentarios.                    | 5                                 | 9           |
| Layla Ward           | 25   | Reading          | Fue escogida como una de las concursantes más falsas de la casa. | 4                                 | 10          |
| Lydia                | 19   | York             | Era demasiado tímida, y Paris sintió que estaba pasando desapercibida. | 3                                 | 11          |
| Laura Perry          | 27   | Essex            | Laura decidió salir de la competencia, porque decía que no aguantaba la hipocresía de ninguno de los concursantes, principalmente de Carrie y Emma                                                       | 2                                 | N/A         |
| Jade Morgan          | 19   | Liverpool        | Ella echaba de menos a sus amigos y familia. Y Paris sintió que no se acoplaría a su mundo. | 1                                 | 12          |

## Episodios

### Episodio 1
Emisión: 29 de enero de 2009

La socialite Paris Hilton busca a su nuevo mejor amigo en el Reino Unido. Todos los concursantes son invitados a una alfombra roja.
Resumen del episodio de ITV2

- Ganadora del reto: Laura P.
- Juzgadas: Jade, Layla
- Eliminada: Jade

### Episodio 2
Emisión: 5 de febrero de 2009

Paris Hilton pone a prueba a sus "BBFs", para ver si soportan su estilo de vida. El desafío consiste en ver quién soporta más tiempo estando de fiesta en fiesta.
Resumen del episodio de ITV2

- Ganadora del reto: Chrissie
- Juzgadas: Chrissie, Lydia
- Se retiró: Laura P.
- Eliminada: Kat

### Episodio 3
Emisión: 12 de febrero de 2009

Paris pone a prueba a sus concursantes con un desafío en el cual tienen que diseñarle un vestido para ver si ellos realmente la conocen.
Resumen del episodio de ITV2

- Ganadores: Equipo de Sam (Sam, Carrie, Meddy, Layla y Flic)
- Juzgadas: Ola y Lydia
- Eliminada: Lydia

### Episodio 4
Emisión: 19 de febrero de 2009

Paris Hilton envía a sus concursantes a una granja para ver, si al igual que ella, aman a los animales. La tensión entre los concursantes aumenta cuando escogen al "más falso" de la casa.
Resumen del episodio de ITV2

- Ganador: Sam, Chrissie y Ola
- Juzgadas: Carrie y Layla
- Eliminada: Layla

### Episodio 5
Emisión: 26 de febrero de 2009

Paris Hilton continúa con la búsqueda de su mejor amigo con una nueva prueba.
Resumen del episodio de ITV2

- Ganadora del desafío: Chrissie
- Juzgadas: Meddy, Laura M. y Ola
- Eliminadas: Ola y Laura M.

### Episodio 6
Emisión: 5 de marzo de 2009
- Ganadores del desafío: Carrie, Flic y Sam
- Juzgadas: Meddy y Kat
- Eliminada: Meddy

### Episodio 7
Emisión: 12 de marzo de 2009
- Ganadores del desafío: Flic, Kat y Sam
- Juzgados: Flic y Samuel
- Eliminados: Chrissie y Flic

### Episodio 8
Emisión: 19 de marzo de 2009
- 4° lugar: Carrie
- 3° lugar: Emma
- 2° lugar: Kat
- Ganador: Samuel

## Desafíos
| Episodio | Reto                      | Ganador (es)        | Premio                               |
| -------- | ------------------------- | ------------------- | ------------------------------------ |
| 1        | Maquillaje                | Laura P.            | Ir a una alfombra roja con Paris     |
| 2        | 24 Horas de Fiesta        | Chrissie            | Tiempo a solas con Paris             |
| 3        | Diseñar un Vestido        | Equipo de Sam       | Joyería                              |
| 3        | Regalos para Paris        | Equipo de Flic      | Fiesta exclusiva en un Club Nocturno |
| 4        | Tiempo de ir Granja       | Flic, Ola, Chrissie | Tratamiento de Spa                   |
| 4        | Auténtico o Falso         | Sam                 | Cena con Paris                       |
| 5        | Show de Talentos          | Chrissie            | Zapatos                              |
| 6        | Liga con la Mejor         | Carrie              | Joyería                              |
| 6        | Foto de la amistad        | Flic y Sam          | Sesión de Fotos con Paris            |
| 7        | Cacería de Hombres        | Flic                | -                                    |
| 7        | Realmente conoces a Paris | Kat y Sam           | Compras con Paris                    |

## Después del show
Kat McKenzie murió el 3 de julio de 2009. La causa de su muerte no se sabe, aunque se especula que fue un suicidio.

## Emisión internacional
El canal de música canadiense MuchMusic transmitió repeticiones del programa entre 2009 y 2010 reposiciones. Este fue uno de los pocos programas en MuchMusic que no censuró ninguna forma de blasfemia, y tuvo una de las calificaciones más altas para un programa que no era original de MuchMusic.
Los productores obtuvieron la licencia de la versión del Reino Unido para su transmisión en Estados Unidos. Paris Hilton's British Best Friend se estrenó en Estados Unidos el martes 6 de abril de 2009 en TV Guide Network.